# Monica Olivia Rodriguez Saavedra
Monica Olivia Rodriguez Saavedra, nota anche con il soprannome Moni Rodriguez (14 giugno 1989), è un'atleta paralimpica messicana specializzata nel mezzofondo. Compete nella categoria T11 in quanto non vedente.

## Biografia
Ha iniziato a praticare l'atletica leggera nel 2010 a Zapotlán el Grande, in Messico, dopo aver lasciato il nuoto. La sua cecità è la conseguenza di un retinoblastoma. La sua prima competizione di livello internazionale risale al 2015, quando partecipò agli IBSA World Games, i giochi internazionali della International Blind Sports Federation, conquistando la medaglia d'oro negli 800 metri T11. Lo stesso anno conquistò la medaglia d'oro ai Giochi parapanamericani nei 1500 metri T11.
Sempre nel 2015 prese parte ai campionati del mondo paralimpici di Doha, dove si classificò quinta nei 1500 metri T11. L'anno successivo partecipò ai Giochi paralimpici di Rio de Janeiro dove si classificò quinta nei 1500 metri T11.
Nel 2017 si classificò nuovamente quinta nei 1500 metri T11 ai mondiali paralimpici di Londra, dove prese parte anche alla gara degli 800 metri, senza però raggiungere le semifinali.
Ai campionati del mondo paralimpici di Dubai 2019 conquistò la medaglia d'oro nei 1500 metri T11.
La sua guida è Kevin Teodoro Aguilar Perez.

## Palmarès
| Anno | Manifestazione          | Sede           | Evento           | Risultato | Prestazione | Guida                       | Note                          |
| ---- | ----------------------- | -------------- | ---------------- | --------- | ----------- | --------------------------- | ----------------------------- |
| 2015 | IBSA World Games        | Seul           | 800 m piani T11  | Argento   |             |                             |                               |
| 2015 | Giochi parapanamericani | Toronto        | 1500 m piani T11 | Bronzo    |             | Jorge Gaspar                |                               |
| 2015 | Mondiali paralimpici    | Doha           | 800 m piani T11  | Batteria  | 2'37"26     | Gabriel Mezquitan Galicia   | Miglior prestazione personale |
| 2015 | Mondiali paralimpici    | Doha           | 1500 m piani T11 | 5ª        | 5'23"28     | Gabriel Mezquitan Galicia   |                               |
| 2016 | Giochi paralimpici      | Rio de Janeiro | 1500 m piani T11 | 5ª        | 5'03"14     |                             |                               |
| 2017 | Mondiali paralimpici    | Londra         | 800 m piani T11  | Batteria  |             |                             |                               |
| 2017 | Mondiali paralimpici    | Londra         | 1500 m piani T11 | 5ª        |             |                             |                               |
| 2019 | Mondiali paralimpici    | Dubai          | 1500 m piani T11 | Oro       | 4'52"36     | Kevin Teodoro Aguilar Perez | Miglior prestazione personale |